# 帕利亞尼奇尼基
50°12′7″N 35°35′6″E / 50.20194°N 35.58500°E
帕利亞尼奇尼基（烏克蘭語：Паляничники）是位於烏克蘭東部的村莊，由哈爾科夫州博霍杜希夫區的博霍杜希夫市鎮負責管轄。該村始建於1675年，面積0.69平方公里，海拔高度171米，2001年人口42，人口密度每平方公里60.9人。